# Lijst van onroerend erfgoed in Dessel
Een overzicht van het onroerend erfgoed in de gemeente Dessel. Het onroerend erfgoed maakt deel uit van het cultureel erfgoed in België.

## Bouwkundig erfgoed
| Object                                            | Erfgoedstatus?     | Bouwjaar of architect | Deelgemeente | Adres                    | Coördinaten                  | Nummer? | Afbeelding                                        |
| ------------------------------------------------- | ------------------ | --------------------- | ------------ | ------------------------ | ---------------------------- | ------- | ------------------------------------------------- |
| Burgerhuis                                        |                    |                       | Dessel       | Akkerstraat 14           | 51° 14' 42" NB, 5° 7' 1" OL  | 75516   | Burgerhuis                                        |
| Hoeve De Boeretang                                | Monument landschap |                       | Dessel       | Boeretangsedreef 98      | 51° 14' 2" NB, 5° 5' 29" OL  | 75518   | Hoeve De Boeretang                                |
| Langgestrekte hoeve                               |                    |                       | Dessel       | Brasel 147               | 51° 14' 30" NB, 5° 4' 34" OL | 75519   | Langgestrekte hoeve                               |
| Verenigingslokaal van fanfare De Eendracht        |                    |                       | Dessel       | Hannekestraat 7          | 51° 14' 20" NB, 5° 6' 40" OL | 75520   | Verenigingslokaal van fanfare De Eendracht        |
| Meisjesschool en klooster                         |                    |                       | Dessel       | Hannekestraat 22         | 51° 14' 19" NB, 5° 6' 36" OL | 75521   | Meisjesschool en klooster                         |
| Burgerhuis                                        |                    |                       | Dessel       | Hofstraat 3              | 51° 14' 27" NB, 5° 6' 43" OL | 75522   | Burgerhuis                                        |
| Dokterswoning                                     |                    |                       | Dessel       | Kattenberg 3             | 51° 14' 26" NB, 5° 6' 28" OL | 75524   | Dokterswoning                                     |
| Leerlooierij                                      |                    |                       | Dessel       | Kattenberg 9             | 51° 14' 28" NB, 5° 6' 25" OL | 75525   | Leerlooierij                                      |
| Hoeve                                             |                    |                       | Dessel       | Kleine heide 15          | 51° 14' 43" NB, 5° 5' 33" OL | 75526   | Hoeve                                             |
| Interbellumwoning met winkel                      |                    |                       | Dessel       | Kolkstraat 34            | 51° 14' 15" NB, 5° 6' 56" OL | 75527   | Interbellumwoning met winkel                      |
| Kapel van het Heilig Kruis                        |                    |                       | Dessel       | Kruisberg 18             | 51° 15' 5" NB, 5° 7' 18" OL  | 75528   | Kapel van het Heilig Kruis                        |
| Dorpswoning met schrijnwerkerij                   |                    |                       | Dessel       | Kruisberg 38             | 51° 15' 6" NB, 5° 7' 26" OL  | 75529   | Dorpswoning met schrijnwerkerij                   |
| Hoeve                                             |                    |                       | Dessel       | Kruisberg 69             | 51° 15' 6" NB, 5° 7' 38" OL  | 75530   | Hoeve                                             |
| Woonhuis met apotheek                             |                    |                       | Dessel       | Kwademeer 3              | 51° 14' 24" NB, 5° 6' 44" OL | 75532   | Woonhuis met apotheek                             |
| Eclectisch herenhuis                              |                    |                       | Dessel       | Kwademeer 8              | 51° 14' 23" NB, 5° 6' 44" OL | 75533   | Eclectisch herenhuis                              |
| Eclectisch herenhuis Villa Verbeeck               |                    |                       | Dessel       | Kwademeer 26             | 51° 14' 23" NB, 5° 6' 39" OL | 75534   | Eclectisch herenhuis Villa Verbeeck               |
| Parochiekerk Sint-Niklaas                         |                    |                       | Dessel       | Markt                    | 51° 14' 24" NB, 5° 6' 48" OL | 75536   | Parochiekerk Sint-Niklaas                         |
| Gemeentehuis Dessel                               | Monument           |                       | Dessel       | Markt 1                  | 51° 14' 21" NB, 5° 6' 52" OL | 75537   | Gemeentehuis Dessel                               |
| Villa                                             |                    |                       | Dessel       | Markt 2                  | 51° 14' 21" NB, 5° 6' 50" OL | 75538   | Villa                                             |
| Twee-onder-een-kapvilla                           |                    |                       | Dessel       | Molsebaan 71-73          | 51° 14' 8" NB, 5° 6' 46" OL  | 75541   | Twee-onder-een-kapvilla                           |
| Herenhuis                                         |                    |                       | Dessel       | Molsebaan 75             | 51° 14' 7" NB, 5° 6' 47" OL  | 75542   | Herenhuis                                         |
| Classicistische pastorie Sint-Niklaasparochie     | Monument           |                       | Dessel       | Pastorijstraat 2         | 51° 14' 26" NB, 5° 6' 49" OL | 75544   | Classicistische pastorie Sint-Niklaasparochie     |
| Arbeiderswoning                                   |                    |                       | Dessel       | Pastorijstraat 33        | 51° 14' 32" NB, 5° 6' 55" OL | 75545   | Arbeiderswoning                                   |
| Woonstalhuis                                      |                    |                       | Dessel       | Pastorijstraat 35        | 51° 14' 32" NB, 5° 6' 54" OL | 75546   | Woonstalhuis                                      |
| Hoeven Reinaerthof en Heilicht                    |                    |                       | Dessel       | Stenehei 58-60           | 51° 13' 13" NB, 5° 3' 10" OL | 75547   | Hoeven Reinaerthof en Heilicht                    |
| Hoeve                                             |                    |                       | Dessel       | Stenehei 64              | 51° 13' 11" NB, 5° 3' 4" OL  | 75548   | Hoeve                                             |
| Vrijstaand herenhuis                              |                    |                       | Dessel       | Turnhoutsebaan 5         | 51° 14' 26" NB, 5° 6' 47" OL | 75549   | Vrijstaand herenhuis                              |
| Villa Alauda                                      |                    |                       | Dessel       | Turnhoutsebaan 28        | 51° 14' 30" NB, 5° 6' 43" OL | 75550   | Villa Alauda                                      |
| Burgerhuis                                        |                    |                       | Dessel       | Turnhoutsebaan 40        | 51° 14' 33" NB, 5° 6' 43" OL | 75551   | Burgerhuis                                        |
| Vakantiewoning Coopmans                           |                    |                       | Dessel       | Warande 55               | 51° 13' 24" NB, 5° 7' 38" OL | 75553   | Vakantiewoning Coopmans                           |
| Vakantiewoning Schuermans                         |                    | Eugène Wauters        | Dessel       | Warande 79               | 51° 13' 27" NB, 5° 7' 55" OL | 75554   | Vakantiewoning Schuermans                         |
| Woning Carlier                                    |                    | Eugène Wauters        | Dessel       | Werbosstraat 38          | 51° 14' 46" NB, 5° 6' 17" OL | 75555   | Woning Carlier                                    |
| Woonstalhuis                                      |                    |                       | Dessel       | Zandvliet 69             | 51° 14' 14" NB, 5° 7' 27" OL | 75556   | Woonstalhuis                                      |
| Douanewoningen                                    |                    |                       | Dessel       | Zandvliet 128-134        | 51° 14' 23" NB, 5° 7' 40" OL | 75557   | Douanewoningen                                    |
| Vrijstaand burgerhuis                             |                    |                       | Dessel       | De Zate 14-16, Schans 18 | 51° 13' 42" NB, 5° 8' 16" OL | 75559   | Vrijstaand burgerhuis                             |
| Landhuis De Schans                                |                    |                       | Dessel       | De Zate 6-8              | 51° 13' 40" NB, 5° 8' 12" OL | 75560   | Landhuis De Schans                                |
| Twee-onder-een-kapvilla                           |                    | Stan Leurs            | Dessel       | Kerkstraat 2-4           | 51° 14' 29" NB, 5° 8' 47" OL | 75561   | Twee-onder-een-kapvilla                           |
| Langgestrekte hoeve                               |                    |                       | Dessel       | Kromstraat 17            | 51° 14' 18" NB, 5° 7' 52" OL | 75563   | Langgestrekte hoeve                               |
| Arbeiderswoning                                   |                    |                       | Dessel       | Kromstraat 42            | 51° 14' 19" NB, 5° 8' 6" OL  | 75564   | Arbeiderswoning                                   |
| Boerenarbeiderswoning met schuur                  |                    |                       | Dessel       | Kromstraat 49            | 51° 14' 16" NB, 5° 8' 8" OL  | 75565   | Boerenarbeiderswoning met schuur                  |
| Parochiekerk Heilige Familie                      | orgel              | Stan Leurs            | Dessel       | Meistraat 148A           | 51° 14' 27" NB, 5° 8' 48" OL | 75566   | Parochiekerk Heilige Familie                      |
| Langgestrekte hoeve                               |                    |                       | Dessel       | Meistraat 32             | 51° 14' 26" NB, 5° 8' 3" OL  | 75567   | Langgestrekte hoeve                               |
| Jongensschool en meisjesschool met klooster       |                    | Stan Leurs            | Dessel       | Meistraat 148, 157       | 51° 14' 24" NB, 5° 8' 49" OL | 75568   | Jongensschool en meisjesschool met klooster       |
| Woning Peeters                                    |                    | Eugène Wauters        | Dessel       | Meistraat 192            | 51° 14' 26" NB, 5° 9' 11" OL | 75569   | Woning Peeters                                    |
| Winkel-herberg-logement in 't Schippershuis       |                    |                       | Dessel       | Nieuwedijk 77            | 51° 14' 2" NB, 5° 9' 41" OL  | 75570   | Winkel-herberg-logement in 't Schippershuis       |
| Hoeve                                             |                    |                       | Dessel       | Nieuwstraat 47           | 51° 14' 31" NB, 5° 8' 48" OL | 75572   | Hoeve                                             |
| Aan Sas V gelegen arbeiderswoning met winkel-café |                    |                       | Dessel       | Schans 15                | 51° 13' 49" NB, 5° 8' 23" OL | 75573   | Aan Sas V gelegen arbeiderswoning met winkel-café |
| Waterpomp ontworpen door Pieter Jozef Taeymans    | Monument           | Pieter Jozef Taeymans | Dessel       | Markt                    | 51° 14' 23" NB, 5° 6' 48" OL | 200514  | Waterpomp ontworpen door Pieter Jozef Taeymans    |